# Fratta Todina
Fratta Todina est une commune italienne d'environ 1 900 habitants, située dans la province de Pérouse, dans la région Ombrie, en Italie centrale.

## Géographie
La commune est située à 9 km au nord de Todi et à 28 km au sud de Pérouse.

## Monuments et patrimoine
- Palais Altieri, du nom du cardinal Altieri.
- Église Saint-Michel-l'Archange, du XVIIe siècle.
- Couvent de Santa Maria della Spineta.

## Administration
| Période                                  | Période       | Identité                     | Étiquette       | Qualité |
| ---------------------------------------- | ------------- | ---------------------------- | --------------- | ------- |
| 4 août 1985                              | 23 avril 1995 | Luciano Bianchi              | PCI puis PDS    |         |
| 24 avril 1995                            | 13 juin 2004  | Giuliana Bicchieraro         |                 |         |
| 14 juin 2004                             | 7 juin 2009   | Stefano Mencacci             |                 |         |
| 8 juin 2009                              | 25 mai 2014   | Maria Grazia Pintori Finozzi |                 |         |
| 26 mai 2014                              | 27 mai 2019   | Giuliana Bicchieraro         | Démocrates unis |         |
| 29 mai 2019                              | En cours      | Gianluca Coata               | Démocrates unis |         |
| Les données manquantes sont à compléter. |               |                              |                 |         |

### Hameaux
Pontecane, Santa Maria della Spineta, Stazione

### Communes limitrophes
Collazzone, Marsciano, Monte Castello di Vibio, San Venanzo, Todi.